# Образотворче мистецтво

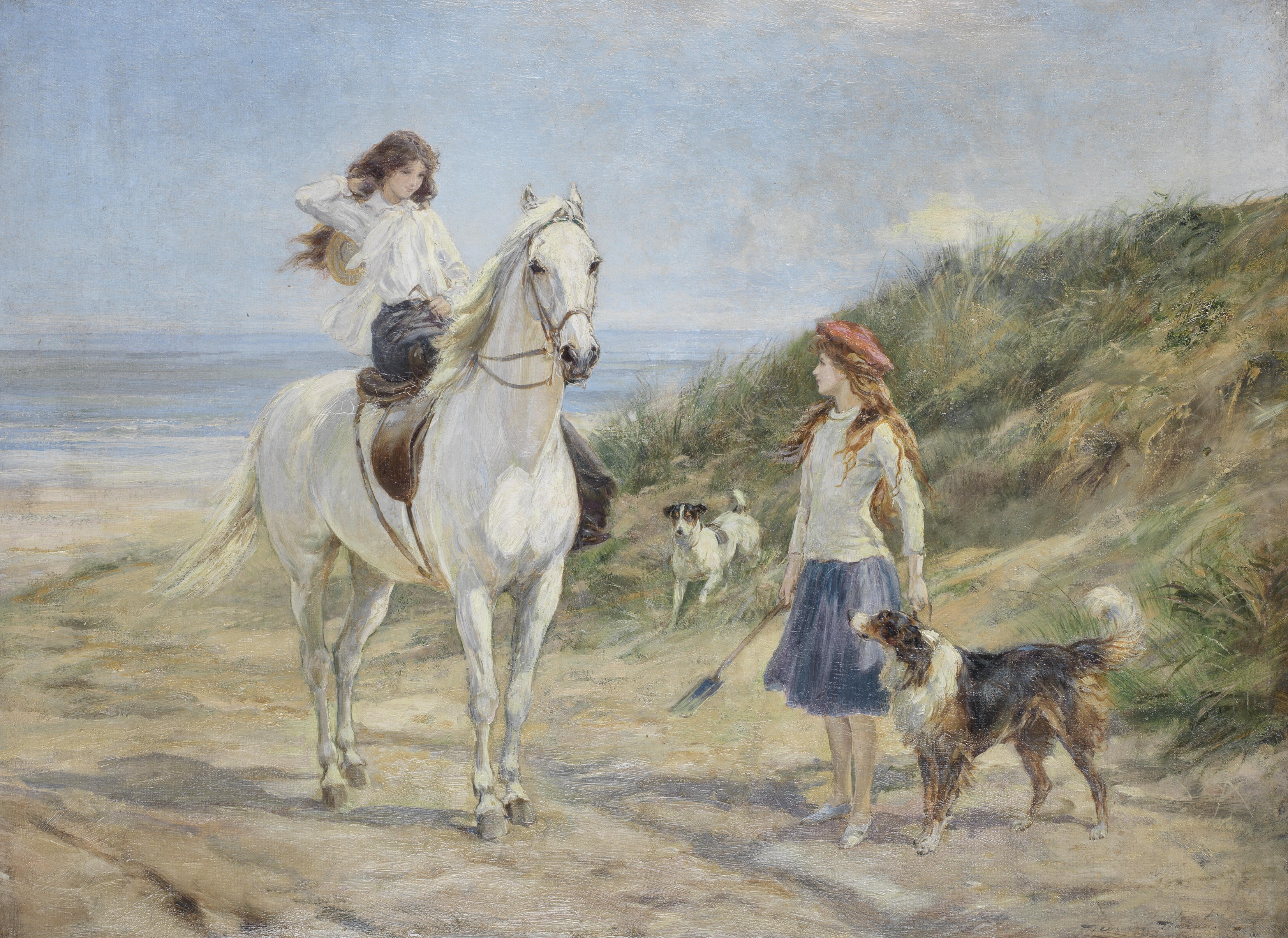
Малювання

Образотво́рче мисте́цтво — мистецтво відображення сущого у вигляді різних образів, зокрема таких як художні образи на площині (графіка, малярство тощо) та в просторі (скульптура).
Образотворче мистецтво відображає дійсність у наочних образах, відтворює об'єктивно наявні властивості реального світу: об'єм, колір, просторовість, матеріальну форму предмета, світлоповітряне середовище тощо. Проте образотворче мистецтво зображує не тільки те, що доступне безпосередньому зоровому сприйняттю, але й передає розвиток подій у часі, певну фабулу, розгорнуту оповідь, а також наочно втілює ті образи, які є наслідком людської фантазії.
Творчих працівників у царині образотворчого мистецтва узагальнено називають художниками (хоча здебільшого кожен із них спеціалізується у певній галузі образотворчого мистецтва — як скульптор, маляр, графік тощо).

## Як галузь науки
Галузь передбачає дослідження засадничих закономірностей генези й еволюції образотворчого мистецтва як у цілому, так і на певних історично детермінованих стадіях його розвитку, зокрема стильових, у різному національному контексті; стадії над усім комплексом питань, пов'язаних із з'ясуванням специфіки жанрово-видової структури образотворчого мистецтва, його змісту та форми; здійснення опису, аналізу, витлумачення, атрибуції мистецьких творів, розгляд особливостей їх суспільного функціонування; вивчення набутків окремих національних шкіл мистецтва, творчої практики художніх об'єднань, угруповань, окремих художників.
При розробленні тієї чи іншої проблематики спирається на досягнення музеєзнавства, реставрації, інших допоміжних дисциплін, враховує досвід споріднених суспільних наук.

## Напрямки досліджень
Напрямки досліджень: Загальноестетичні проблеми теорії та історії образотворчого мистецтва.
Образотворче мистецтво у системі художньої культури суспільства.
- Історія та теорія мистецтвознавства і художні критики.
- Історико-теоретичні проблеми розвитку окремих видів і жанрів образотворчого мистецтва.
- Станковий і монументальний живопис, притаманні йому прийоми та засоби вирішення художніх творів; живописні техніки.
- Станкова, монументальна та монументально-декоративна скульптура, її функціонування в архітектурних і садово-паркових ансамблях.
- Станкова та книжкова графіка, притаманні їй особливості художньої мови; роль і значення книжкової графіки в інтерпретації змісту літературного твору та як елементу книги-єдиного художньо-поліграфічного організму; плакат; прикладна графіка; графічні техніки.
- Театрально-декораційне мистецтво або сценографія, його роль у розкритті драматургічного задуму театральної вистави або кінострічки.
- Художній дизайн.
- Проблеми синтезу мистецтв і образотворче мистецтво.
- Проблеми генези та еволюції стилів і напрямків в образотворчому мистецтві, їх світоглядне підґрунтя, особливості національної інтерпретації, зв'язок з такими в інших мистецтвах (театр, музика, література і т. ін.).
- Іконологія та іконографія як важливі елементи мистецтвознавчого дослідницького інструментарію.

## Освіта та навчання
Навчання образотворчому мистецтву зазвичай відбувалося через різні варіанти систем учнівства та майстерень. У Європі рух Ренесансу, спрямований на підвищення престижу художника, призвів до створення академічної системи підготовки художників, і сьогодні більшість людей, які прагнуть зробити кар'єру в мистецтві, навчаються в художніх школах на вищому рівні. Образотворче мистецтво стало факультативним предметом у більшості систем освіти.
У Східній Азії мистецька освіта для непрофесійних художників зазвичай зосереджувалася на володінні пензлем; каліграфія входила до Шести мистецтв шляхетних людей у китайській династії Чжоу, а каліграфія та китайський живопис входили до чотирьох мистецтв вчених-чиновників в імператорському Китаї.
Аргентина, провідна країна в розвитку мистецтв у Латинській Америці, у 1875 році створила Національне товариство сприяння мистецтвам, засноване художниками Едуардо Скіаффіно, Едуардо Сіворі та іншими митцями. Їхня гільдія була перетворена на Національну академію образотворчих мистецтв у 1905 році, а в 1923 році з ініціативи художника та академіка Ернесто де ла Каркова стала факультетом Університету Буенос-Айреса, Вищою школою мистецтв нації. Наразі провідною освітньою організацією в галузі мистецтв у країні є UNA Universidad Nacional de las Artes.

## Види образотворчого мистецтва
- Архітектура
- Живопис
- Скульптура
- Графіка
- Декоративно-ужиткове мистецтво
- Дизайн

## Малюнок

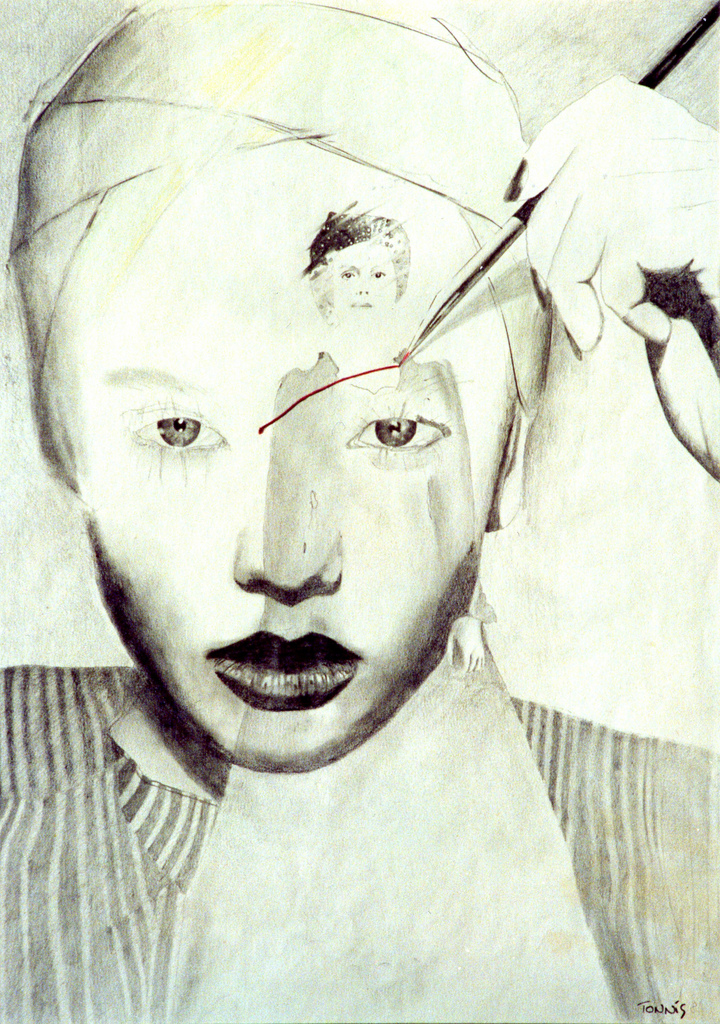
Крістіан Тонніс - Жінка-воїн №14 "Вимирання", олівець та кольоровий олівець на папері, 1981

Малюнок — це спосіб створення зображення, ілюстрації або графіки з використанням широкого спектру інструментів і технік, доступних онлайн та офлайн. Зазвичай це передбачає нанесення слідів на поверхню шляхом натискання інструментом або переміщення інструмента по поверхні з використанням сухих матеріалів, таких як графітні олівці, перо і чорнило, чорнильні пензлі, воскові кольорові олівці, пастелі, вугілля, пастель, та фломастери. Також використовуються цифрові інструменти, включаючи пера, стилус, що імітують ефекти цих матеріалів. Основними техніками, що використовуються в малюванні, є: лінійний малюнок, штрихування, перехресне штрихування, випадкове штрихування, затінення, шкрябання, пунктир, і розтушовування. Художника, який майстерно володіє малюнком, називають рисувальником.
Малювання та живопис існують десятки тисяч років. Мистецтво верхнього палеоліту включає фігуративне мистецтво, що з'явилося приблизно 40 000–35 000 років тому. Нефігуративні печерні малюнки, що складаються з відбитків рук і простих геометричних фігур, ще давніші. Палеолітичні печерні зображення тварин знаходяться в таких місцях, як Ласко, Франція та Альтаміра, Іспанія в Європі, Марос, Сулавесі в Азії та Габарнмунг, Австралія.
У Стародавньому Єгипті чорнильні малюнки на папірус, часто із зображенням людей, використовувалися як моделі для живопису чи скульптури. Малюнки на грецьких вазах, спочатку геометричні, пізніше розвинулися в зображення людської фігури з чорнофігурним стилем протягом VII століття до нашої ери.
Зі зростанням доступності паперу в Європі до XV століття, малюнок був прийнятий такими майстрами, як Сандро Боттічеллі, Рафаель, Мікеланджело та Леонардо да Вінчі, які іноді розглядали малюнок як самостійне мистецтво, а не лише як підготовчий етап для живопису чи скульптури.

## Гравюра

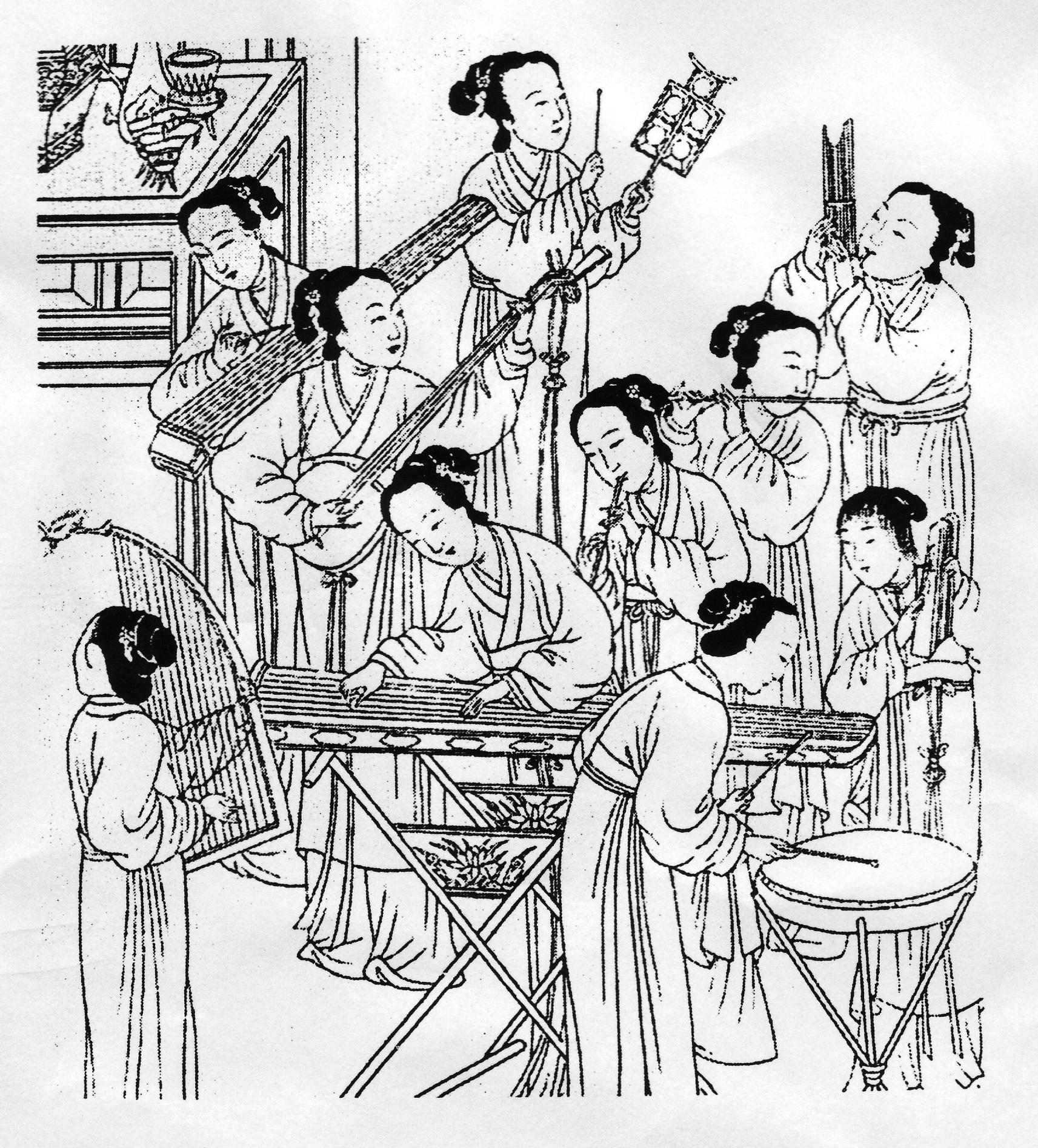
Стародавнє китайське гравірування жіночих інструменталісток

Гравюра — це створення з художньою метою зображення на матриці, яке потім переноситься на двовимірну (плоску) поверхню за допомогою чорнила (або іншої форми пігментації). За винятком монотипії, одну й ту саму матрицю можна використовувати для створення багатьох примірників відбитка.
Історично основними техніками (також званими медіа) були ксилографія, різцева гравюра, офорт, літографія та трафаретний друк (сериграфія, шовкографія), але існує багато інших, включаючи сучасні цифрові техніки. Зазвичай відбиток друкується на папір, але інші носії варіюються від тканини та пергаменту до більш сучасних матеріалів.

### Європейська історія
Гравюри в західній традиції, створені приблизно до 1830 року, відомі як стародруки. У Європі, приблизно з 1400 року нашої ери, ксилографія використовувалася для майстерних гравюр на папері з використанням технік друку, розроблених у Візантійському та ісламському світі. Міхаель Вольгемут удосконалив німецьку ксилографію приблизно з 1475 року, а Ерхард Ройвіх, голландець, першим почав використовувати штрихування. Наприкінці століття Альбрехт Дюрер довів західну ксилографію до рівня, який ніколи не був перевершений, підвищивши статус окремого аркуша гравюри.

### Китайське походження та практика

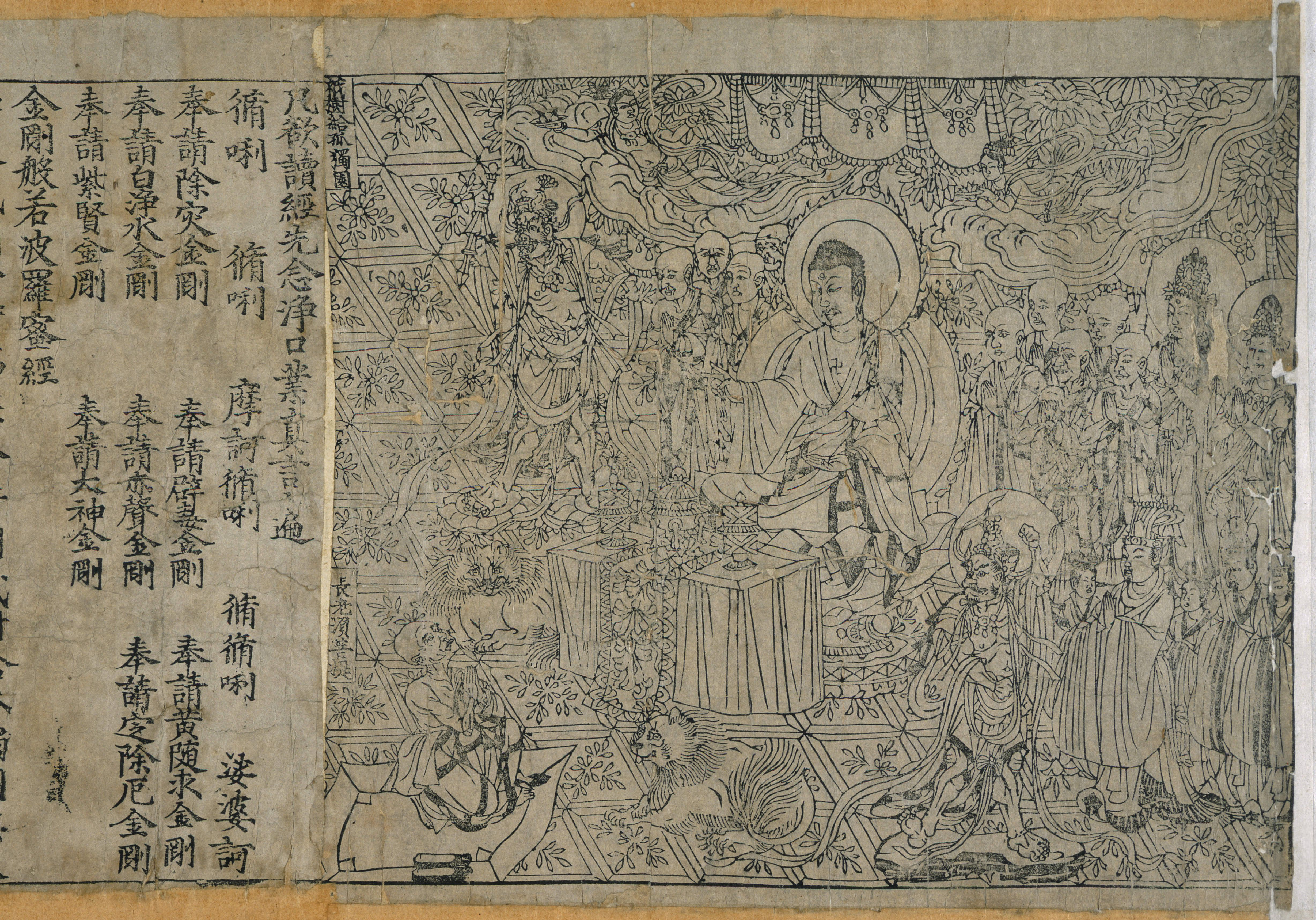
Китайська Діамантова сутра, найдавніша у світі друкована книга (868 рік нашої ери)

У Китаї мистецтво гравюри розвинулося близько 1100 років тому як ілюстрації поряд із текстом, вирізаним на дерев'яних блоках для друку на папері. Спочатку зображення були переважно релігійними, але в епоху Сун художники почали вирізати пейзажі. За часів Мін (1368–1644) та Цін (1616–1911) техніку було вдосконалено як для релігійних, так і для художніх гравюр.

### Розвиток в Японії 1603–1867

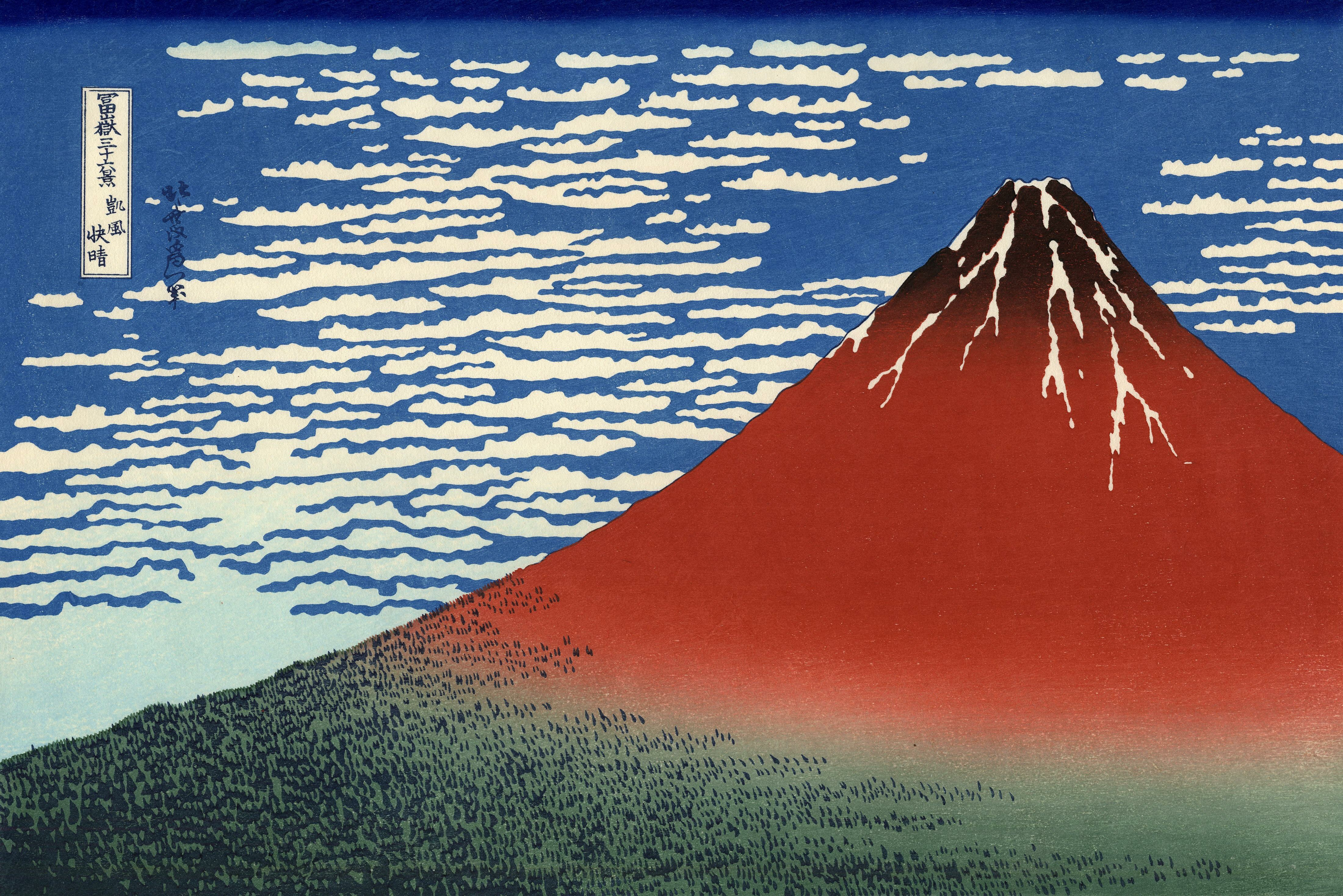
Хокусай: Червона Фудзі із Тридцять шість видів Фудзі (1830–1832)

Ксилографія в Японії (яп. 木版画, моку ханга) — це техніка, найбільш відома своїм використанням у художньому жанрі укійо-е; однак вона також широко застосовувалася для друку ілюстрованих книг у той самий період. Ксилографія використовувалася в Китаї протягом століть для друку книг, задовго до появи рухомого шрифту, але широко її почали застосовувати в Японії лише в період Едо (1603–1867). Хоча моку ханга в деяких аспектах схожа на західну ксилографію, вона значно відрізняється тим, що використовуються фарби на водній основі (на відміну від західної ксилографії, де використовуються фарби на масляній основі), що забезпечує широкий спектр яскравих кольорів, глазурі та прозорості кольору.
Після занепаду укійо-е та впровадження сучасних технологій друку, ксилографія продовжувала існувати як метод друку текстів, а також для створення мистецтва, як у традиційних формах, таких як укійо-е, так і в різноманітних більш радикальних або західних формах, які можна розглядати як модерне мистецтво. На початку 20-го століття набула популярності сін-ханга, яка поєднала традиції укійо-е з техніками західного живопису, а роботи Хасуї Кавасе та Хіроші Йошіда здобули міжнародну популярність. Такі інститути, як "Інститут ксилографії Адачі" та "Такезасадо", продовжують виготовляти гравюри укійо-е з використанням тих самих матеріалів і методів, що й у минулому.

## Скульптура
Скульптура — це тривимірний твір мистецтва, створений шляхом формування або поєднання твердого або пластичного матеріалу, звуку, тексту та/або світла, зазвичай каменю (або гірської породи, або мармур), глина, метал, скло або дерево. Деякі скульптури створюються безпосередньо шляхом знаходження або вирізання; інші збираються, будуються разом і випалюються, зварюються, формуються або відливаються. Скульптури часто фарбують. Людину, яка створює скульптури, називають скульптором.
Найдавніші беззаперечні зразки скульптури належать до оріньяцької культури, яка була розташована в Європі та південно-західній Азії та була активною на початку верхнього палеоліту. Окрім створення одних із найдавніших відомих печерних малюнків, люди цієї культури розробили тонко оброблені кам'яні знаряддя, виготовляючи підвіски, браслети, намистини зі слонової кістки та кістяні флейти, а також тривимірні фігурки.
Оскільки скульптура передбачає використання матеріалів, які можна формувати або змінювати, вона вважається одним із пластичних мистецтв. Більшість публічного мистецтва є скульптурою. Багато скульптур, розміщених разом у саду, можуть називатися садом скульптур. Скульптори не завжди виготовляють скульптури вручну. Зі зростанням технологій у 20-му столітті та популярністю концептуального мистецтва над технічною майстерністю, все більше скульпторів зверталися до художніх виробників для створення своїх творів. Завдяки виробництву художник створює ескіз і платить виробнику за його втілення. Це дозволяє скульпторам створювати більші та складніші скульптури з таких матеріалів, як цемент, метал і пластик, які вони не змогли б створити вручну. Скульптури також можуть бути виготовлені за допомогою технології 3D-друку.

## Жанри образотворчого мистецтва
- Портрет — зображення людей.
- Натюрморт — зображення неживого (наприклад, зірване яблуко, викорчуване дерево тощо).
- Пейзаж — зображення природи.
- Батальний — воєнні події та життя армії.
- Побутовий — зображає повсякденне життя.
- Історичний — зображення історичних подій.
- Міфологічний [Архівовано 24 лютого 2017 у Wayback Machine.] — зображає події або героїв з міфології.
- Анімалістичний — зображає тварин (у живописі, графіці, скульптурі).
- Мариністика — зображає море (морський пейзаж).
- Автопортрет — зображення самого себе.
- Архітектурний — зображення архітектури та інтер'єру.
- Релігійний — зображення подій з Біблії і т. д.